# Brya ebenus
Brya ebenus es una especie de árbol perteneciente a la familia Fabaceae, originaria de las islas de Cuba y Jamaica.

## Descripción
Brya ebenus es un pequeño árbol resistente a la sequía que puede crecer alrededor de 5 a 8 m de altura y produce largas ramas caídas. Tiene pequeñas hojas cerosas, 2-3 compuestas, que a menudo parecen ser simples. Las hojas están alternas. Las flores de color amarillo brillante se desarrollan en una corta inflorescencia racemosa. Por lo general son (para la subfamilia Faboideae) de pequeño tamaño y hermafroditas, con simetría bilateral y (no tan típicamente) heterostilia.   Los frutos son legumbres que son comunes para la familia Fabaceae. Parece que son dispersadas por el viento.

## Ecología
B. ebenus crece en matorrales que necesitan pleno sol y las flores se producen de forma esporádica durante todo el año. Crece en un bioma tropical. Como sugiere su nombre común, el árbol de lluvia de Jamaica es bien conocido a entrar en la floración casi inmediatamente después de un evento de lluvia. Esto puede ser una adaptación para producir semillas rápidamente cuando se producen lluvias impredecibles. Las flores atraen a visitantes de insectos como las abeja. Al igual que en muchas especies de Faboideae, el B. ebenus tiene nódulos de bacterias en sus raíces, que fijan el nitrógeno atmosférico en una forma utilizable, lo que le permite el crecimiento en suelos pobres.

## Biogeografía
Hay cuatro especies del Caribe raros de Fabaceae (Faboideae) que fueron descritos por Lewis (1988). Son Behaimia cubensis, Belairia mucronata, Herpyza grandiflora  y Brya ebenus. De estas cuatro especies, Brya ebenus es la única especie que no es endémica de Cuba.

## Cultivo y usos
Brya ebenus se cultiva como planta ornamental, también usada en el arte bonsái; y por su valiosa madera. Es una madera muy densa tropical con una excelente calidad de sonido musical, y fue utilizada para la fabricación de flautas en Inglaterra y Francia, especialmente durante el siglo XIX. Todavía, de vez en cuando, se utiliza para instrumentos musicales de madera recubiertos con caña como gaitas, clarinetes y oboes.

## Taxonomía
Brya ebenus fue descrito por (L.) DC. y publicado en Prodromus Systematis Naturalis Regni Vegetabilis 2: 421. 1825
Sinonimia
- Aspalathus ebenus L.[5]

## Nombres comunes
- Espino de sabana, granadillo[6]
- Ébano de Santo Domingo, granadino de Cuba[7]